# Fascellina albidiscata
Fascellina albidiscata là một loài bướm đêm trong họ Geometridae.